# انفجار در گمرک اسلام قلعه افغانستان
انفجار در گمرک اسلام قلعه در ولایت هرات افغانستان در ظهر روز ۲۵ بهمن (دلو) ۱۳۹۹ اتفاق افتاد.

## دلایل بروز رخداد
ارزیابی دقیق از علت حادثه وجود ندارد اما بر اساس گزارش‌های موجود علت اصلی حادثه، بروز انفجار در یکی از مخازن گاز در محوطه گمرک اسلام قلعه بود. با ایجاد انفجار در اولین تانکر، آتش به سایر کامیونهای حامل سوخت و سایر کالاها سرایت نمود و فاجعه رخ داد.

## میزان خسارت
هنوز ارزیابی دقیقی از خسارات‌های جانی و مالی وارده وجود ندارد اما بر اساس اعلام رسمی ۵۰۰ و بر اساس اعلام‌های غیررسمی بیش از ۱۵۰۰ کامیون در این حادثه دچار حریق شده‌اند.

## واکنش جمهوری اسلامی ایران به حادثه
- در اولین اقدام، مقامات ایرانی موافقت کردند تا با بازکردن مرز اجازه دهند تا تمام خودروهای موجود در گمرک اسلام قلعه بدون طی تشریفات اداری وارد خاک ایران شوند تا بدینوسیله از گسترش آتش جلوگیری شود.[۳]
- استانداری خراسان رضوی با فعال کردن ظرفیت‌های موجود برای اطفای حریق ازجمله خودروهای سبک، سنگین و یگان اطفاء حریق هوایی در شهرستان‌های تایباد، تربیت جام، خواف، باخرز، فریمان و سایر شهرستان‌های نزدیک به مهار آتش کمک نمود. علاوه بر این سایر خودروهای امدادی از جمله آمبولانس به محل حادثه اعزام شدند.[۴] ظاهراً ۶۵ آتش‌نشان و ۲۰ خودروی سنگین در این عملیات شرکت داشته‌اند.[۵] این آمار بدون در نظر گرفتن خودروهای سبک و اصفاء هوایی اعلام شده‌است.
- والی هرات از مقامات استان خراسان رضوی و سایر کشورهای منطقه درخواست کمک برای اطفاء حریق نمود.[۶]
- استاندار خراسان رضوی در نخستین ساعات بروز حادثه از محل بازدید به عمل آورد[۷] و با والی ولایت هرات ملاقات نمود.[۸]
- اسحاق جهانگیری روز شنبه در تماس تلفنی با استاندار خراسان رضوی[۹]بر آماده باش کامل نیروهای آتش‌نشانی و نیروهای امدادی استان خراسان رضوی برای کمک به مهار این[۱۰]آتش‌سوزی تأکید کرد.

## واکنش مقامات افغان و سایر کشورها به حادثه
- سید عبدالوحید قتالی از همکاری استاندار خراسان رضوی و هماهنگی کنسولگری جمهوری اسلامی ایران در هرات در امر اعزام تیم‌های آتش‌نشان از شهر مشهد به گمرک اسلام قلعه قدردانی نمود.[۱۱]
- محمد حنیف اتمر وزیر خارجه افغانستان در پیامی اعلام کرد:

از کشور دوست جمهوری اسلامی ایران در راستای مهار آتش‌سوزی، جلوگیری از خسارات بیشتر و همچنان گشودن مرز و انتقال بیش یکهزار کامیون به خاک ایران، صمیمانه سپاسگزاری و قدردانی می‌کنم.
- امرالله صالح معاون رئیس جمهوری افغانستان نیز امروز از دولت جمهوری اسلامی ایران بخاطر کمک به اطفای حریق و اجازه دادن به ورود صدها کامیون به خاک آن کشور برای مصون ماندن از آتش‌سوزی تقدیر کرد.[۱۳]